# Tyukod
Tyukod è un comune dell'Ungheria di 2 142 abitanti (dati 2001). È situato nella contea di Szabolcs-Szatmár-Bereg.